# Alfonza
Alfonza je žensko osebno ime.

## Izvor imena
Ime Alfonza je ženska oblika moškega osebnega imena Alfonz.

## Pogostost imena
Po podatkih Statističnega urada Republike Slovenije na dan 31. decembra 2007 v Sloveniji ni bilo ženskih oseb z imenom Alfonza ali pa je bilo število nosilk tega imena manjše od 5.

## Osebni praznik
Osebe z imenom Alfonza godujejo takrat kot osebe z imenom Alfonz.